# Tuần Châu
Tuần Châu est une île localisée sur la côte sud-ouest de la ville de Hạ Long, au Vietnam. Composée de micaschiste, et couverte de pins, l'île possède une superficie de 2,3 km² et deux plages couvertes de sable fin et blanc. L'île de Tuần Châu est devenue l'une des destinations touristiques les plus prisées de la ville de Hạ Long. L'île possède également des sites archéologiques de l'ancienne culture de Hạ Long datant de 3 000 à 5 000 ans.
Une route bétonnée de 2 kilomètres permet l'accès à Tuần Châu. La construction de cette route a officiellement démarré le 28 février 1998. Des investissements ont été effectués pour rendre l'île plus moderne pour le tourisme. Les attractions incluent notamment des clubs, des parcours de golf, des centres sportifs, une plage et un marché rural. En 2004, Miss Vietnam s'est rendue sur cette île.